# Narciso Lalana
Narciso Lalana (f. 1851) fue un pintor español del siglo XIX

## Biografía
Pintor aragonés, fue discípulo de la Academia de Bellas Artes de Zaragoza en los primeros años del siglo XIX. El 5 de marzo de 1820 fue nombrado académico de mérito de la misma, y diez años después desempeñaba la plaza de director de pintura en la mencionada Escuela. En la sala de juntas de aquella corporación se conservaba un retrato al óleo de medio cuerpo de Fernando VII y en el Museo provincial de Zaragoza La muerta de Eli. Falleció en 1851 en Zaragoza.